# 제5회 DMZ국제다큐영화제
제5회 DMZ국제다큐영화제는 2013년 10월 17일에 열린 시상식이다.

## 수상 및 후보

### 국제경쟁 - 흰기러기상
- 자, 이제 댄스타임 - 조세영 수상

### 국제경쟁 - 심사위원 특별상
- 우리 체제의 유령들 - 리즈 마샬 수상

### 국제경쟁 - 심사위원 특별언급
- 엘레나 - 페트라 코스타 수상

### 한국경쟁 - 최우수한국다큐멘터리상
- 산다 - 김미례 수상

### 한국경쟁 - 심사위원 특별언급
- 망원동 인공위성 - 김형주 수상

### 청소년 경쟁 - 최우수상
- 콩가루 모녀 - 오해리 수상

### 청소년 경쟁 - 우수상
- 희망의 우리학교 - 정성원 수상

### 특별상 - 관객상
- 망원동 인공위성 - 김형주 수상

### 국제경쟁
- 그 남자는 어떻게 사라졌나 - 바르텍 코노프카 외 1명
- 유폐 - 안드레 질 마타
- 키메라 - 미카 마틸라
- 엘레나 - 페트라 코스타
- 우리 체제의 유령들 - 리즈 마샬
- 일본의 거짓말 - 기쿠지로 후쿠시마의 포토저널리즘 - 하세가와 사부로
- 카르마 샤둡 - 라몬 기거 외 1명
- 자, 이제 댄스타임 - 조세영
- 틴에이지 - 맷 울프
- 유고슬라비아, 이데올로기는 어떻게 우리 몸을 지배했나? - 마르타 포피보다

### 한국경쟁
- 망원동 인공위성 - 김형주
- 사냥 - 김영조
- 논픽션다이어리 - 정윤석
- 울면서 달리기 - 오현민
- 슬기로운 해법 - 대한민국 제 4의 권력에 대하여 - 태준식
- 산다 - 김미례
- 주님의 학교 - 전상진
- 거미의 땅 - 김동령 외 1명

### 청소년경쟁
- 지금 행복하세요? - 김나희 외 2명
- 하이드림 - 김동민 외 1명
- 희망의 우리학교 - 정성원
- 콩가루 모녀 - 오해리
- BIG ISSUE - 강진규 외 1명
- 감기 - 서우빈
- 전영 베누스(엄마의 미용실) - 강서림

### 닥 얼라이언스
- 그림자에게 묻다 - 라민느 아마르-코자
- 선장과 그의 친애하는 해적 - 앤디 볼프
- 포트리스 - 클라라 타소브스카  외 1명
- 숲을 위한 반란 - 미할 마르차크
- 서칭 포 빌 - 요나스 포헤르 라스무센

### 글로벌 비전
- 섹스를 사세요 - 테레사 맥이네스 외 1명
- 죽음의 원조 - 라울 펙
- 피 속의 혈투 - 딜런 모한 그레이
- 후쿠시마의 말들 - 마츠바야시 요주
- 인비저블 - 세바스티앙 리프쉬츠
- 마지막 정거장 - 크리스티안 소토 외 1명
- 리바이어던(영어판) - 베레나 파라벨 외 1명
- 망고: 여자가 된 남자 - 토니 트리마산토
- 스트립 바 마노르 - 쇼니 코헨
- 나의 아버지와 맨 인 블랙 - 조나단 홀리프
- 파블로의 겨울 - 치코 페레이라
- 만화로 보는 빈곤의 역사 - 벤 루이스
- 푸레자: 네그로스 설탕산업의 진실 - 제이 아벨로
- 로드 투 페임 - 하오 위
- 사로얀랜드 - 루신 딩크
- 비라문도 - 피에르-이브 보르고
- 모타라마 - 디아나 사케브
- 우리 같은 그녀들 - 앤 훼슬러
- 후쿠시마의 목소리 - 더 오토리스 그룹
- 질문 - 주 리쿤
- 체리 블라썸 - 안 반 딘더렌
- 제임스 조이스 소사이어티 - 도라 가르시아

### 다 함께 다큐를!
- 9.79초 - 다니엘 고든
- 블랙피쉬 - 가브리엘라 코우퍼스웨이트
- 좀비 워크: 살아있는 고기들의 행진 - 오마르 J.피네다
- 일레인 스트리치: 슛 미 - 가라사와 치에미
- 천사를 날게 한 남자 - 빅토리아 시만스카
- 입양, 그 이면의 초상 - 카트린 W. 케르
- 가족을 빌려드립니다 - 카스파 아스트룹 슈뢰더
- 우리가 들려줄 이야기 - 사라 폴리
- 어떤 재즈 기타리스트 - 마크 컬럼버스
- 눈길을 잡아 끄는 - 시갈 요나
- 비보이는 어떻게 승부를 가르는가? - 히스키 헤멜레이넨
- 아내가 필요한 남자, 모리 - 바크타쉬 압틴
- 베이거스 - 루카즈 코노파

### 비욘드 다큐
- 프리즈마 - 임철민
- 킹즈 바디 - 주앙 페드로 호드리게스
- 마장 - 주앙 후이 게라 다 마타 외 1명
- 플롯 포인트 - 니콜라스 프로보스트
- 스타더스트 - 니콜라스 프로보스트
- 도쿄 자이언츠 - 니콜라스 프로보스트

### 한국쇼케이스
- 나인뮤지스 오브 스타엠파이어 - 이학준
- 수련 - 김이창
- 가족초상화 - 김영조
- 잔인한 나의, 홈 - 아오리
- 시 - 윤이나
- 사물의 숨겨진 원리 - 조민석
- 내가 기억하는 것 - 곽대희

### 마스터즈
- 3X3D - 에드가 페라
- 여행자 - 마르셀 오퓔스
- 1945년의 시대정신 - 켄 로치
- 스튜어트 홀 프로젝트 - 존 아캄프라
- 리컨버전 - 톰 앤더슨
- 미셸 몽테뉴의 수상록 - 장-마리 스트라우브

### 다큐 나잇
- 아트 오브 플라이트 - 커트 모건
- 로라이마 - 필립 만덜라
- 이 길의 끝은 어디인가 - 제레미 그랜트
- 뮤직 특급열차 - 에밋 말로이
- 데스 메탈 앙골라 - 제러미 시도
- 타인보다 낯선 - 톰 버닝거

### 특별전
- 거리의 천사들 - 빌리 라프테리
- 악마의 은신처 - 리안 핸드릭스
- 요하네스버그, 어느 금요일 - 섀넌 월쉬 외 1명
- 평화를 위한 음모 - 카를로스 아굴로 외 1명
- 감옥으로부터의 노래 - 딜런 밸리
- 아티스트 노만 캐서린 - 폴린 아브레이
- 74 - 투쟁의 재구성 - 라니아 라페이 외 1명
- 바빌론 - 알라 에딘 슬림 외 2명
- 야르무크의 소년들 - 악셀 살바토리 신츠
- 고통의 도시 - 이아라 리
- 발렌티노의 유령들 - 마이클 싱
- 경계에서 꿈꾸는 집 - 김량
- 파 프롬 아프가니스탄 - 존 지안비토 외 4명
- 머나먼 베트남 - 장 뤽 고다르 외 5명
- 피다이 - 데미앙 은누리
- 위대한 극장 북조선 - 제임스 롱 외 1명
- 함단 - 마틴 솔라
- 우리가족 - 김도현

### DMZ 제작 프로젝트 특별전
- 잊을 수 없는 그 밤에 대한 연구 - 라브 디아스
- 노르테: 역사의 종말 - 라브 디아스

### 회고전
- 제한 구역 - 헤르츠 프랑크
- 텐 미닛 올더 - 헤르츠 프랑크
- 마지막 판결 - 헤르츠 프랑크
- 노래 중의 노래 - 헤르츠 프랑크
- 줄리엣에게 - 헤르츠 프랑크
- 플래시백 - 헤르츠 프랑크

### DMZ 스페셜
- 기적의 땅 DMZ - 김준수
- 김성수 할아버지의 어느 특별한 날 - 조재현